# Владимировка (Лукояновський район)
Владимировка (рос. Владимировка) — присілок в Лукояновському районі Нижньогородської області Російської Федерації.
Населення становить 252 особи. Входить до складу муніципального утворення Лопатинська сільрада.

## Історія
Від 2009 року входить до складу муніципального утворення Лопатинська сільрада.

## Населення
| 2002 | 2010 |
| ---- | ---- |
| 276  | ↘252 |